# شانوالد
شانوالد (به لاتین: Schaanwald) یک روستا در لیختن‌اشتاین است که در ماورن واقع شده‌است.

## خصوصیات
شانوالد ۱٬۰۰۰ نفر جمعیت دارد و ۴۵۰ متر بالاتر از سطح دریا واقع شده‌است.